# 卵鞘
卵鞘（らんしょう）とは、貝などの軟体動物、カマキリ、ゴキブリなどが作る卵を包む粘液から作られるカプセルのようなものである。
ゴキブリの場合、雌腹部の付属腺から分泌される液体からなる。
微生物、寄生虫、捕食者、寒暖差などの天候から保護する役割がある。